# Município de Harrison (condado de Paulding, Ohio)
O município de Harrison (em inglês: Harrison Township) é um município localizado no condado de Paulding no estado estadounidense de Ohio. No ano de 2010 tinha uma população de 1.459 habitantes e uma densidade populacional de 15,61 pessoas por km².

## Geografia
O município de Harrison encontra-se localizado nas coordenadas 41° 06′ 51″ N, 84° 44′ 20″ O. Segundo o Departamento do Censo dos Estados Unidos, o município tem uma superfície total de 93.44 km², da qual 93,41 km² correspondem a terra firme e (0,04 %) 0,03 km² é água.

## Demografia
Segundo o censo de 2010, tinha 1.459 pessoas residindo no município de Harrison. A densidade populacional era de 15,61 hab./km².